# ياسو ماتسوشيتا
ياسو ماتسوشيتا (باليابانية: 松下康雄؛ بالكانا: まつした やすお) هو شخصية أعمال ياباني، ولد في 1926، وتوفي في 2018.